# Maria Borsa
Maria Borsa (Napoli, 1868 – Napoli, 16 maggio 1926) è stata una cantante italiana.

## Biografia
Artista molto popolare negli ultimi anni dell'Ottocento e nei primi del Novecento.
Fu lei l'inventrice della "mossa", resa assai più celebre dalla cantante Maria Campi, che ne è erroneamente ritenuta l'ideatrice.
Maria Borsa si esibiva al Teatro Partenope di Napoli, suscitando entusiasmo e disordini, tanto che la polizia spesso doveva intervenire per calmare il pubblico. La causa di questi "caldi" entusiasmi era lo spettacolo di Maria Borsa.
Maria Campi, assistette allo spettacolo della collega, e capì la genialità del gesto accompagnato dal rullo di tamburi, e  decise di riprodurlo su palcoscenici più rinomati.
Con questa decisione la popolarità di Maria Campi aumentò considerevolmente, invece quella di Maria Borsa, latitò un bel po’, prima di spiccare il volo.
Maria Borsa ha cantato sia da sola sia in coppia con Mimì Maggio e Adolfo Narciso a Berlino, a Vienna, a Parigi, a San Pietroburgo ed in altre località europee.
Quando Maria Borsa si trasferì a Parigi, per lavorare nei teatri della città, notò come le ballerine parisien, tutte impiumate, sapessero eseguire la sua mossa alla perfezione. Maria Campi, certamente, era arrivata prima di lei e aveva diffuso nel mondo la celebre "mossa", inventata da Maria Borsa.
Maria Borsa si caratterizzò anche per la riproduzione dei suoni e delle voci dei vicoli sul palcoscenico, dato che miscelava strofe di canzoni con "voci a distesa" tradizionali dei venditori ambulanti, imitando le voci di chiamata dei venditori di marruzze. Popolare fu il suo «Sciasciooone», gridato al pubblico tra una strofa e l'altra delle sue canzoni.
Maria Borsa divenne celebre per le sue interpretazioni di Montagna fredda, L'aucelluzzo,  'O maruzzano.
Dopo la tragedia del terremoto messinese del 1908, nella quale perse il suo unico figlio, si ritirò dalle scene e indossò il lutto per tutto il resto della sua vita.